# 朱漢 (成化進士)
朱漢（1434年—？），字景雲，江西瑞州府高安縣人，明朝政治人物。進士出身。

## 生平
江西鄉試第七十九名。成化二年（1466年）丙戌科會試第一百六十九名，殿試登進士第三甲第二十一名。

## 家族
曾祖朱師古。祖父朱孟瞻。父亲朱尚節。